# ドミニク・キャルバート＝ルーウィン
ドミニク・ナサニエル・キャルバート＝ルーウィン（Dominic Nathaniel Calvert-Lewin、1997年3月16日 - ）は、イングランド・シェフィールド出身のサッカー選手。リーズ・ユナイテッドFC所属。イングランド代表。ポジションはFW。名前はイギリス英語に近い発音のカルバート＝ルーウィンと呼ばれることも多い。

## 経歴

### クラブ

#### シェフィールド・ユナイテッドFC
8歳の時から地元クラブのシェフィールド・ユナイテッドFCのアカデミーに所属。育成年代ではボックス・トゥ・ボックスのミッドフィールダーとしてプレーしていたが、17歳の時にセンターフォワードにコンバートされ、下部リーグへのレンタル移籍を経て、2015年4月に18歳でトップチームデビューを果たした。

#### エヴァートンFC
2016年8月、移籍金150万ポンドでエヴァートンFCに移籍。2017年3月18日、プレミアリーグ第29節ハル・シティ戦で移籍後初ゴールを挙げた。
2019-20シーズン、背番号を29番から9番に変更。2019年12月にカルロ・アンチェロッティ監督が就任すると得点能力が開花し、リシャルリソンと並んでチームトップスコアラーとなるリーグ戦13ゴールを記録した。
2020-21シーズン、開幕戦となったトッテナム戦で決勝ゴールを挙げ、第2節のウエストブロム戦ではハットトリックを決めるなど、チーム史上初となる開幕戦から4試合連続ゴール（4戦合計6ゴール）を挙げる活躍で、イングランドフル代表に初招集された。プレミアリーグ月間最優秀選手を初受賞した9月以降も得点を重ね、最終的にリーグ戦16ゴールを記録した。
2021-22シーズン、大腿四頭筋の負傷や爪先の骨折などの影響によりリーグ戦の半分以上を欠場。チームはシーズン終盤まで残留争いに巻き込まれたが、ホーム最終戦となった第33節延期分クリスタル・パレス戦の試合終了間際に劇的な逆転ゴールを挙げ、プレミアリーグ残留に貢献した。
2025年6月30日をもって契約満了となりエヴァートンを退団。

#### リーズ・ユナイテッドFC
2025年8月15日、リーズ・ユナイテッドFCに3年契約で加入した。

### 代表
2017年に韓国で開催されたFIFA U-20ワールドカップでは決勝のベネズエラ戦でゴールを挙げ、優勝に大きく貢献した。
2020年10月8日、親善試合ウェールズ戦でフル代表初出場を果たすと、その試合で初ゴールも決めた。

## 個人成績
| クラブ                  | シーズン | ディヴィジョン         | リーグ | リーグ | FAカップ | FAカップ | リーグカップ | リーグカップ | 国際大会 | 国際大会 | その他 | その他 | 通算 | 通算 |
| クラブ                  | シーズン | ディヴィジョン         | 出場   | 得点   | 出場     | 得点     | 出場         | 得点         | 出場     | 得点     | 出場   | 得点   | 出場 | 得点 |
| ----------------------- | -------- | ---------------------- | ------ | ------ | -------- | -------- | ------------ | ------------ | -------- | -------- | ------ | ------ | ---- | ---- |
| シェフィールド・U       | 2013–14  | フットボールリーグ1    | 0      | 0      | 0        | 0        | 0            | 0            | -        | -        | 0      | 0      | 0    | 0    |
| ステイリブリッジ (loan) | 2014–15  | カンファレンス・ノース | 5      | 6      | -        | -        | -            | -            | -        | -        | -      | -      | 5    | 6    |
| シェフィールド・U       | 2014–15  | フットボールリーグ1    | 2      | 0      | 0        | 0        | 0            | 0            | -        | -        | 0      | 0      | 2    | 0    |
| ノーサンプトン (loan)   | 2015-16  | フットボールリーグ2    | 20     | 5      | 2        | 1        | 2            | 1            | -        | -        | 2      | 1      | 26   | 8    |
| シェフィールド・U       | 2015-16  | フットボールリーグ1    | 9      | 0      | -        | -        | -            | -            | -        | -        | -      | -      | 9    | 0    |
| シェフィールド・U       | 2016-17  | フットボールリーグ1    | 0      | 0      | -        | -        | 1            | 0            | -        | -        | 0      | 0      | 1    | 0    |
| シェフィールド・U       | 通算     | 通算                   | 36     | 11     | 2        | 1        | 3            | 1            | -        | -        | 2      | 1      | 43   | 14   |
| エヴァートン            | 2016-17  | プレミアリーグ         | 11     | 1      | 0        | 0        | -            | -            | -        | -        | -      | -      | 11   | 1    |
| エヴァートン            | 2017–18  | プレミアリーグ         | 32     | 4      | 1        | 0        | 2            | 3            | 9        | 1        | -      | -      | 44   | 8    |
| エヴァートン            | 2018-19  | プレミアリーグ         | 35     | 6      | 2        | 0        | 1            | 2            | -        | -        | -      | -      | 38   | 8    |
| エヴァートン            | 2019-20  | プレミアリーグ         | 36     | 13     | 1        | 0        | 4            | 2            | -        | -        | -      | -      | 41   | 15   |
| エヴァートン            | 2020-21  | プレミアリーグ         | 33     | 16     | 3        | 2        | 3            | 3            | -        | -        | -      | -      | 39   | 21   |
| エヴァートン            | 2021-22  | プレミアリーグ         | 17     | 5      | 1        | 0        | 0            | 0            | -        | -        | -      | -      | 18   | 5    |
| エヴァートン            | 2022-23  | プレミアリーグ         | 17     | 2      | 1        | 0        | 0            | 0            | -        | -        | -      | -      | 18   | 2    |
| エヴァートン            | 2023-24  | プレミアリーグ         | 33     | 7      | 3        | 0        | 3            | 1            | -        | -        | -      | -      | 39   | 8    |
| エヴァートン            | 通算     | 通算                   | 214    | 54     | 12       | 2        | 13           | 11           | 9        | 1        | -      | -      | 248  | 68   |
| 通算                    | 通算     | 通算                   | 250    | 65     | 14       | 3        | 16           | 12           | 9        | 1        | 2      | 1      | 291  | 82   |

## タイトル

### 代表
U20イングランド代表
- FIFA U-20ワールドカップ: 2017

### 個人
- プレミアリーグ月間最優秀選手: 2020年9月

## イングランド代表

### 出場大会
- U-20イングランド代表
  - 2017年 - FIFA U-20ワールドカップ（優勝）
- U-21イングランド代表
  - 2019年 - UEFA U-21欧州選手権（GL敗退）
- イングランド代表
  - 2021年 - UEFA EURO 2020（準優勝）

### 試合数
- 国際Aマッチ 11試合 4得点（2020年 - ）

| イングランド代表 | 国際Aマッチ | 国際Aマッチ |
| 年               | 出場        | 得点        |
| ---------------- | ----------- | ----------- |
| 2020             | 5           | 2           |
| 2021             | 6           | 2           |
| 通算             | 11          | 4           |

### ゴール
| #  | 日時           | 場所                               | 相手         | スコア | 結果 | 大会                                    |
| -- | -------------- | ---------------------------------- | ------------ | ------ | ---- | --------------------------------------- |
| 1. | 2020年10月10日 | ロンドン、ウェンブリー・スタジアム | ウェールズ   | 1-0    | 3-0  | 親善試合                                |
| 2. | 2020年11月13日 | ロンドン、ウェンブリー・スタジアム | アイルランド | 3–0    | 3-0  | 親善試合                                |
| 3. | 2021年3月26日  | ロンドン、ウェンブリー・スタジアム | サンマリノ   | 2–0    | 5-0  | 2022 FIFAワールドカップ・ヨーロッパ予選 |
| 4. | 2021年3月26日  | ロンドン、ウェンブリー・スタジアム | サンマリノ   | 4–0    | 5-0  | 2022 FIFAワールドカップ・ヨーロッパ予選 |